# St. Avold (Naturschutzgebiet)
St. Avold ist ein Naturschutzgebiet in der niedersächsischen Gemeinde Salzhemmendorf im Landkreis Hameln-Pyrmont.
Das Naturschutzgebiet mit dem Kennzeichen NSG HA 091 ist 7,5 Hektar groß. Es liegt innerhalb des Naturparks Weserbergland Schaumburg-Hameln im Osterwald, einem Höhenzug des Calenberger Berglandes, nördlich des Ortes Osterwald inmitten eines Waldgebietes. Das Naturschutzgebiet ist vollständig vom Landschaftsschutzgebiet „Osterwald-Saupark“ umgeben. Das Gebiet steht seit dem 24. Dezember 1985 unter Naturschutz. Zuständige untere Naturschutzbehörde ist der Landkreis Hameln-Pyrmont.
Das Naturschutzgebiet umfasst den ehemaligen Oberen oder St. Avold-Steinbruch mit einem naturnahen Stillgewässer, den Uferzonen und angrenzendem Baum- und Strauchbewuchs. Der Steinbruch, einer von mehreren im Osterwald, wurde um 1900 erschlossen und bis 1964 als Sandsteinbruch genutzt. Den Namen erhielt er von Steinmetzen aus Lothringen nach der Stadt Saint-Avold (St. Avold).
Entlang des Naturschutzgebietes verläuft ein Rundweg.